# Theodore Jaracz
Theodore Jaracz (ur. 28 września 1925 w Pike County, stan Kentucky, Stany Zjednoczone; zm. 9 czerwca 2010 w Nowym Jorku, Stany Zjednoczone) – amerykański działacz religijny, członek Ciała Kierowniczego Świadków Jehowy w latach 1974–2010.

## Życiorys
Jako Świadek Jehowy został ochrzczony 10 sierpnia 1941 roku. W wieku 17 lat rozpoczął służbę pionierską, a w wieku 20 lat został pionierem specjalnym. W lipcu 1946 roku został absolwentem siódmej klasy Biblijnej Szkoły Strażnicy – Gilead (szkoła misjonarska). Następnie usługiwał jako nadzorca podróżujący. W 1951 roku został wysłany do Australii, gdzie powołano go na stanowisko sługi oddziału w tamtejszym Betel. Do Stanów Zjednoczonych powrócił po pięciu latach.
10 grudnia 1956 roku ożenił się z Melitą Lasko (ur. 1927), pochodzącą z Kanady. Oboje podjęli służbę pionierską w Vancouver w Kanadzie, a następnie w Kalifornii. Później został nadzorcą obwodu pełniąc tę służbę 18 lat. 28 października 1974 został członkiem Ciała Kierowniczego Świadków Jehowy. Następnie trafił do Betel, gdzie podjął pracę w Komitecie Nauczania. Szczególnie interesował się rozwojem działalności Świadków Jehowy w krajach położonych za żelazną kurtyną (z oficjalną wizytą do Polski przybył pod koniec listopada 1977 roku i w 1978 roku).
Brał udział w uroczystościach otwarcia Biur Oddziałów w Albanii, Argentynie, Australii, Japonii, Peru, Polsce, Rosji, Słowacji, Słowenii, Ukrainie, Zambii; oraz Sal Zgromadzeń w Polsce, Szwecji i Wielkiej Brytanii; a także w tzw. oficjalnych podróżach służbowych do współwyznawców – m.in. jako nadzorca strefy (przedstawiciel Biura Głównego Świadków Jehowy) (Cypr, Chorwacja, Czechosłowacja, Nowa Zelandia, Polska, Rumunia, Węgry, ZSRR).
W 2007 roku w trakcie podróży służbowej do RPA, gdzie miał wziąć udział w uroczystym oddaniu do użytku Biura Oddziału doznał kłopotów zdrowotnych związanych z ciśnieniem. Kilka tygodni później doznał udaru, a prawa strona jego ciała została sparaliżowana. Choć mógł normalnie mówić do zdrowia wracał powoli. Trzy lata później przeszedł drugi udar, po którym zmarł 9 czerwca 2010 roku.